# Dunkles Photon
Das dunkle Photon, auch verstecktes, schweres oder Para-Photon oder Phaeton genannt, ist ein hypothetisches Teilchen, das als Austauschteilchen ähnlich dem Photon des Elektromagnetismus, mit der dunklen Materie interagieren soll. In einem minimalen Szenario kann diese neue Kraft eingeführt werden, indem die Eichgruppe des Standardmodells der Teilchenphysik um eine neue abelsche U(1)-Symmetrie erweitert wird. Das entsprechende neue Spin-1-Eichboson (d. h. das dunkle Photon) kann dann durch kinetische Mischung mit dem gewöhnlichen Photon sehr schwach an elektrisch geladene Teilchen koppeln und könnte so nachgewiesen werden. Andere Arten der Kopplung als die kinetische Mischung sind aber auch möglich.

## Hintergrund
Beobachtungen von Gravitationseffekten, die sich nicht allein durch sichtbare Materie erklären lassen, implizieren nach gängiger Vorstellung die Existenz von Materie, die nicht oder nur sehr schwach an die bekannten Naturkräfte koppelt. Diese dunkle Materie dominiert die Materiedichte des Universums, aber ihre Bestandteile, so vorhanden, konnten bisher weder direkt noch indirekt nachgewiesen werden. Angesichts der vielseitigen Wechselwirkungsstruktur der bekannten Teilchen des Standardmodells, die nur die subdominante Komponente des Universums bilden, ist es naheliegend, über ein ähnlich interaktives Verhalten von Teilchen im dunklen Sektor nachzudenken. Dunkle Photonen könnten Teil dieser Wechselwirkungen zwischen Teilchen der Dunklen Materie sein und durch kinetische Mischung mit dem Photon des Standardmodells einen nicht-gravitativen Einblick, ausgedrückt als ein Vektorportal, in ihre Existenz bringen.
Eine weitere Motivation für die Suche nach dunklen Photonen sind einige in der Astrophysik beobachtete Anomalien (z. B. in der kosmischen Strahlung), die mit der Wechselwirkung dunkler Materie mit einem dunklen Photon zusammenhängen könnten. Die wohl interessanteste Auswirkung dunkler Photonen ergibt sich aus der Erklärung der Diskrepanz zwischen dem gemessenen und dem berechneten anomalen magnetischen Moment des Myons. Diese Diskrepanz wird normalerweise als anhaltender Hinweis für Physik jenseits des Standardmodells angesehen und sollte allgemein durch Modelle neuer Physik berücksichtigt werden. Neben dem Effekt auf den Elektromagnetismus durch kinetische Mischung und mögliche Wechselwirkungen mit dunkler Materie können auch dunkle Photonen (wenn massiv) selbst die Rolle eines Kandidaten für die dunkle Materie spielen. Dies ist theoretisch durch den sogenannten misalignment mechanism möglich.

## Theorie
Das Hinzufügen eines Sektors, der dunkle Photonen enthält, zur Lagrange-Dichte des Standardmodells kann auf einfache und minimale Weise erfolgen, indem ein neues Feld einer {\displaystyle U(1)}-Eichgruppe eingeführt wird. Die Eigenschaften der Wechselwirkung zwischen diesem neuen Feld, dem potenziellen neuen Teilchengehalt (z. B. eines Dirac-Fermions für dunkle Materie) und den Teilchen des Standardmodells sind praktisch nur durch die bereits im Rahmen des Standardmodells geltenden Ausschlusskriterien (No-go-Theoreme) beschränkt. Das wohl populärste Basismodell beinhaltet eine neue gebrochene {\displaystyle U(1)}-Symmetrie und eine kinetische Mischung zwischen dem entsprechenden dunklen Photonenfeld {\displaystyle A^{\prime }} und dem Feld der ungebrochenen {\displaystyle U(1)_{Y}}-Eichgruppe des Standardmodells, also den Eichbosonen der schwachen Hyperladung. Der in der Lagrange-Dichte auftretende Operator ist {\displaystyle F_{\mu \nu }^{\prime }B^{\mu \nu }}, wobei {\displaystyle F_{\mu \nu }^{\prime }} der Feldstärketensor des dunklen Photonenfeldes und {\displaystyle B^{\mu \nu }} der Feldstärketensor des Bosons der schwachen Hyperladung ist. Dieser Term ist der einzige durch Eichsymmetrie erlaubte Kopplungsterm. Nach der elektroschwachen Symmetriebrechung und der Diagonalisierung der elektroschwachen Eichbosonen in der Masseneigenbasis kann die Lagrange-Dichte als
{\displaystyle {\mathcal {L}}\supset -{\frac {1}{4}}F^{\prime \mu \nu }F_{\mu \nu }^{\prime }+{\frac {1}{2}}m_{A^{\prime }}^{2}A^{\prime \mu }A_{\mu }^{\prime }+\epsilon eA^{\prime \mu }J_{\mu }^{EM}}
geschrieben werden, wobei {\displaystyle m_{A^{\prime }}} die Masse des dunklen Photons, die durch eine Brechung der {\displaystyle U(1)} generiert wird, {\displaystyle \epsilon } der Parameter, der die Stärke der kinetischen Mischung beschreibt und {\displaystyle J_{\mu }^{EM}} den elektromagnetischen Strom mit der Elementarladung {\displaystyle e} bezeichnet. Die grundlegenden Parameter dieses Modells sind somit die Masse des dunklen Photons und die Stärke der kinetischen Mischung. Andere Modelle lassen die neue {\displaystyle U(1)}-Symmetrie erhalten, was zu einem masselosen dunklen Photon führt, das eine Wechselwirkung mit großer Reichweite aufweist. Ein masseloses dunkles Photon ist jedoch experimentell schwer vom Photon des Standardmodells zu unterscheiden. Der Einbau neuer Dirac-Fermionen als Teilchen der dunklen Materie in diese Theorie ist unkompliziert und kann durch einfaches Hinzufügen der Dirac-Terme zur Lagrange-Dichte erreicht werden.